# Premis People's Choice
Els Premis People's Choice dels Estats Units (en anglès "People's Choice Awards") són uns premis que mitjançant la votació popular reconeix a professionals dels camps del cinema, la televisió i la música.

## Premis People's Choice
Els Premis People's Choice van ser creats el 1970 per la productora Procter & Gamble i des de llavors són emesos per la cadena nord-americana ABC.
L'elecció dels guanyadors es compon de dues tandes de votació. Primer s'escullen els nominats d'entre una llista i a proposta i de la qual surten els cinc finalistes. A la segona tanda de votacions es selecciona al guanyador que serà anunciat a la gala de premis a principis de gener.
Originàriament els resultats s'obtenien a través de sondejos d'opinió. Com aquestes votacions comptaven amb marges d'error s'han produït alguns empats al llarg de les seves diverses edicions, com va passar l'any 2003 quan Spiderman i El Senyor dels Anells: La Germandat de l'Anell van guanyar el premi a la pel·lícula de cinema preferida. Des de 2005 els guanyadors van ser escollits a través dels vots en línia, que permetien votar tant a socis com a convidats, o mitjançant vots per telèfon per a les categories que així ho indiquin.
Les categories que componen aquests premis de vegades varien segons l'edició i en els últims anys s'han ampliat a categories relacionades amb els mitjans virtuals.

## Categories

### Cinema
- Pel·lícula preferida
- Pel·lícula d'acció preferida
- Comèdia preferida
- Pel·lícula de ficció preferida
- Franquícia preferida
- Millor actor
- Millor actriu
- Millor actor de pel·lícula dramàtica
- Millor actriu de pel·lícula dramàtica
- Millor estrella d'acció
- Millor pel·lícula de superherois
- Millor actor còmic

### Televisió
- Millor comèdia
- Millor drama
- Millor actor de comèdia
- Millor actriu de comèdia
- Millor actor de drama
- Millor actriu de drama
- Millor comèdia per cable
- Millor drama per cable
- Millor ciència-ficció
- Millor nova comèdia
- Millor nou drama

### Música
- Millor cançó de l'any
- Millor àlbum de l'any
- Millor vídeo musical
- Millor artista masculí
- Millor artista femení
- Millor banda
- Millor artista de pop
- Millor artista de hip-hop
- Millor artista R&B
- Millor artista country